# Fehérfarkú lilebíbic
A fehérfarkú lilebíbic (Vanellus  leucurus) a lilealakúak (Charadriiformes) rendjébe, ezen belül a lilefélék (Charadriidae) családjába tartozó faj.

## Rendszerezése
A fajt Martin Hinrich Carl Lichtenstein német zoológus írta le 1823-ban, a Charadrius nembe Charadrius leucurus néven. Sorolják a Chettusia nembe Chettusia leucura néven és a Hoplopterus nembe Hoplopterus leucurus néven is.

## Előfordulása
Fészkelő területei Közép-Ázsiában vannak, a Kaszpi-tenger és az Aral-tó környékén. Foltszerűen előfordul a Közel-Keleten is. Az ázsiai egyedek Afrika északkeleti részére és Indiába vonulnak, a közel-keletiek nem vonulnak. Kóborlásai során eljut Európa nyugati részére is. 
Természetes élőhelyei a sekély tavak vagy lassú folyók, de ritkábban előfordul sós tavak partján is.

### Kárpát-medencei előfordulása
Magyarországon ritka kóborló.

## Megjelenése
Testhossza 29 centiméter, szárnyfesztávolsága 67–70 centiméter, testtömege pedig 107–198 gramm.
|  |

## Életmódja
Rovarokkal, pókokkal, puhatestűekkel és férgekkel táplálkozik.

## Szaporodása
Telepesen a vízpart közelébe, a földön lévő mélyedésbe készíti fészkét. Fészekalja 3-4 tojásból áll, melyen 22-24 napig kotlik. A fiókák a kikelés után nem sokkal elhagyják a fészket és 30 nap múlva válnak önállóvá.

## Természetvédelmi helyzete
Az elterjedési területe rendkívül nagy, egyedszáma pedig ismeretlen. A Természetvédelmi Világszövetség Vörös listáján nem fenyegetett fajként szerepel. Magyarországon fokozottan védett, természetvédelmi értéke 25 000 Ft.